# Veranschlagung
Unter Veranschlagung wird im deutschen Haushaltsrecht die Aufnahme von Ausgaben und Einnahmen (Kameralistik) oder Aufwendungen und Erträgen (Doppik) in den Haushaltsplan verstanden.

## Veranschlagungsgrundsätze
Es gibt folgende Veranschlagungsgrundsätze, die weitgehend mit den Haushaltsgrundsätzen übereinstimmen:
- Vollständigkeit
- Einheit (§ 11 Abs. 1 GemHVO)
- Bruttoveranschlagung (§ 11 GemHVO)
- periodengerechte Zuordnung der Aufwendungen und Erträge und periodengerechte Zuordnung der Ein- und Auszahlungen
- Darstellung des Ressourcenverbrauchs und Aufteilung auf die Nutzungsdauer (§§ 35 u. 43 Abs. 5 GemHVO)
- Kassenwirksamkeit (§ 11 Abs. 3 GemHVO)
- Einzelveranschlagung (§§ 2, 3, 4 Abs. 4 GemHVO)

## Folgen
Die Veranschlagung führt dazu, dass bis zu der vorgesehenen Höhe Auszahlungen ermächtigt sind bzw. Verpflichtungen eingegangen werden dürfen oder Erträge vereinnahmt werden sollen.

## Sonstiges
In Österreich wird die Veranschlagung als Gebarung bezeichnet, in der Schweiz ist meist von Budgetierung die Rede. Allgemein ist der Anschlag die Festlegung oder Schätzung des Wertes einer Sache. Der heutige moderne Begriff im Steuerrecht ist Veranlagung. Im Mittelalter und in der Frühen Neuzeit bezeichnete der Anschlag die Festlegung von Beiträgen in Form von Geld (Steuern) oder Soldaten zu Reichskriegen in den Reichsmatrikeln.